# Pueblo Nuevo, Copán
Pueblo Nuevo är en ort i Honduras.   Den ligger i departementet Departamento de Copán, i den västra delen av landet, 190 km nordväst om huvudstaden Tegucigalpa. Pueblo Nuevo ligger 724 meter över havet och antalet invånare är 1 053.
Terrängen runt Pueblo Nuevo är kuperad. Runt Pueblo Nuevo är det ganska tätbefolkat, med 104 invånare per kvadratkilometer. Närmaste större samhälle är La Entrada, 5,8 km norr om Pueblo Nuevo. Omgivningarna runt Pueblo Nuevo är en mosaik av jordbruksmark och naturlig växtlighet.